# Goodbye Mama
Goodbye Mama è un film del 2010 diretto da Michelle Bonev.
Produzione italo-bulgara della Romantica Entertainment, la pellicola è l'opera prima di Michelle Bonev, autrice anche del soggetto tratto dal suo libro autobiografico Alberi senza radici. La Bonev è inoltre attrice protagonista, sceneggiatrice e produttrice.

## Trama
La vita di quattro donne (una madre, due figlie, una nonna), i loro conflitti, le barriere sociali e l'abbandono degli anziani. La storia di Maria, Teodora, Jana, Elena attraversa quattro decenni, dagli anni ‘60 ai giorni nostri. Ambientato in Bulgaria, il racconto ha inizio nell'inverno 2005. Teodora, 19 anni, riceve una telefonata dalla sorella Elena, 34 anni, che le chiede di andare a far visita alla nonna Maria, 81 anni, affetta dalla Malattia di Alzheimer, abbandonata dalla figlia Jana, 56 anni, in un ospizio statale.
Quando Teodora arriva a destinazione, inorridisce nel vedere come vengono trattati gli anziani. Da una ricerca fatta su Internet scopre che la nonna è ricoverata in uno degli istituti con più alta mortalità del paese. A Teodora ed Elena è subito chiaro che la madre Jana vuole liberarsi della nonna per impadronirsi della sua casa. Scatta quindi l'operazione salvataggio. Dopo varie battaglie legali, Elena e Teodora, assistite dall'avvocato Virginia Kirova, che accetta il caso in nome della giustizia, riescono ad assumere la tutela della nonna Maria, la trasferiscono in un istituto privato di Sofia, salvandole la vita. Per comprendere le ragioni che muovono le quattro protagoniste si indaga nelle loro vite, tornando indietro nel tempo.
Con Jana si parte dagli anni ‘60, quando si frantumano i suoi sogni e c'è il distacco dalla sua famiglia. Espulsa dalla nazionale bulgara di pallavolo per cattiva condotta, cacciata di casa dal padre adottivo, lacerata dall'indifferenza della madre che non spende una sola parola in sua difesa, il cuore di Jana si indurisce fino a farla diventare una donna malvagia e senza scrupoli. Con Elena, invece, partiamo dagli ultimi anni del regime comunista, quando il Muro di Berlino ancora divideva in due territori e coscienze. Martoriata dalla madre, sua grande antagonista, abbandonata dal padre, che amava tanto, a soli 17 anni tenterà il suicidio. Lascerà la Bulgaria per approdare in Italia, portando con sé solo l'amore profondo per la sorella di appena 4 anni. I soldi che riuscirà a mettere da parte, sono destinati a sua madre, affinché risparmi a Teodora ciò che lei ha sofferto da bambina. Nonostante i sacrifici di Elena, Teodora non resterà comunque immune dall'ira di sua madre. L'amore che unisce le due sorelle darà loro la forza di sconfiggere i fantasmi del passato ed aprire i loro cuori ai sogni e alla speranza di una vita nuova.

## Critica
Durante la premiazione del film a Venezia, Giancarlo Galan portò i saluti personali dell'allora Presidente del Consiglio Silvio Berlusconi all'attrice, scatenando le polemiche dei giornali su una presunta relazione fra i due, smentita poi dalla stessa Bonev. L'istituzione repentina di questo premio, in realtà già esistente ma per i cortometraggi a sfondo sociale in partnership con YouTube e per la prima - ed unica - volta assegnato ad un lungometraggio cinematografico, è stata al centro di una polemica giornalistica e di relative strumentalizzazioni politiche, sia sulla stampa italiana che su quella bulgara, per una presunta controversia fra il Governo Italiano ed il Governo Bulgaro su presunte spese sostenute, per conto dell'attrice, utilizzando capitali pubblici.
Il Governo Bulgaro ha però respinto ogni addebito su pressioni fatte o spese sostenute per conto dell'attrice, definendole come illazioni. Anche il Governo Italiano, in una comunicato stampa del Ministero dei beni e delle attività culturali e del turismo, ha sostenuto che nessun costo, diretto o indiretto, sarebbe stato a carico del Ministero per l'organizzazione di questo premio speciale ad personam, e che il film avrebbe ricevuto solo il patrocinio, come avviene per molte altre analoghe iniziative di promozione cinematografica. La stessa Bonev ha poi asseritamente documentato - sul proprio blog - come tutte le spese per la delegazione governativa bulgara, invitata alla sua premiazione da quella italiana, sarebbero state sostenute personalmente ed interamente da lei, e direttamente attraverso la sua società di produzione.
Rai Cinema, tramite 01 Distribution, ha acquistato i diritti televisivi del film in Italia per un milione di euro, ma non lo ha ancora trasmesso sui canali della televisione pubblica. Il film è stato poi trasmesso il 26 e 27 marzo 2014 dalla piattaforma satellitare Sky Italia sul canale Sky Primafila.
In Italia, per via delle polemiche politiche e mediatiche e per la scarsa qualità intrinseca della pellicola, il film è stato particolarmente discusso dalla critica cinematografica, che l'ha definito "esile nella scrittura e inerte nelle idee, il film si limita a fare da palcoscenico a caricaturali personaggi"; la stampa estera ha pressoché totalmente ignorato la pellicola, riservando comunque giudizi estremamente severi nelle rare recensioni non in lingua italiana.

## Riconoscimenti
Alla 67ª edizione della Mostra del Cinema di Venezia e della Biennale di Venezia, il film riceve il premio speciale "Action for Women", un nuovo riconoscimento creato appositamente per il film e deciso prima della proiezione della pellicola, conferitole dal Ministro della Cultura Sandro Bondi, il Ministro per le Pari Opportunità Mara Carfagna e dall'onorevole, responsabile del premio, Deborah Bergamini. Il premio le è stato consegnato il 3 settembre 2010, in occasione del 60º anniversario della Convenzione europea per la salvaguardia dei diritti dell'uomo e delle libertà fondamentali dal Ministero dei Beni e delle Attività Culturali presso il Palazzo del Cinema di Venezia (all'interno di una sala secondaria, nel frattempo demolita), presente anche una rappresentanza istituzionale bulgara e italiana invitata per l'occasione a Venezia.
Giova ricordare come le ingerenze sulla Mostra del Cinema di Venezia fossero una prassi nel periodo dei Governi presieduti da Silvio Berlusconi e delle edizioni della Mostra dirette da Marco Müller (si ricordano, nell'edizione della Mostra del Cinema dell'anno precedente allo scandalo Bonev, l'assegnazione di un premio ad personam "come miglior attrice non protagonista di cortometraggio" a Noemi Letizia, allora protégée del Primo Ministro; nonché l'imposizione, da parte del Ministro della Cultura Sandro Bondi, della proiezione del film Katyn di Andrzej Wajda, nonostante la pellicola fosse in circolazione da due anni, e già distribuita in home video 3 mesi prima della Mostra del Cinema).